# Pantopipetta clavata
Pantopipetta clavata is een zeespin uit de familie Austrodecidae. De soort behoort tot het geslacht Pantopipetta. Pantopipetta clavata werd in 1994 voor het eerst wetenschappelijk beschreven door Stock. 